# Roggliswil
Roggliswil – miejscowość i gmina w środkowej Szwajcarii, w kantonie Lucerna, w okręgu Willisau.

## Demografia
W Roggliswil mieszkają 744 osoby. W 2021 roku 5,4% populacji gminy stanowiły osoby urodzone poza Szwajcarią. 